# Bastida de' Dossi
Bastida de' Dossi (Bastia in dialetto oltrepadano) è una frazione geografica di 173 abitanti del comune italiano di Cornale e Bastida della provincia di Pavia in Lombardia, al cui toponimo contribuisce. Si trova nella pianura dell'Oltrepò Pavese, alla destra del torrente Curone, poco prima della sua confluenza nel Po.
Il toponimo si riferisce ai possenti argini eretti contro le piene del Po, che anticamente dovevano essere particolarmente frequenti.

## Storia
Il territorio dell'attuale Bastida de' Dossi dipendeva nell'alto medioevo dalla Corte regia di Corana, donata nel X secolo dall'imperatrice Adelaide al monastero di San Salvatore di Pavia. A questa corte faceva capo la più piccola corte di Blundi, da cui a sua volta dipendeva il castello di Gazzo, che attorno al XIV secolo prese il nome di Loco Dossorum dal nome dei suoi signori, probabilmente subfeudatari del monastero del Salvatore. Essi sono anche ricordati dalla cascina Ca de' Dossi di Corana. Nei pressi si trovava anche il Porto Dossorum, che serviva per il transito sul Po, e a difesa di questo passo dal 1452 appare anche Bastida Dossorum.
Bastida rimase sempre legata al feudo di Corana del Comune (vedi Corana (storia)), e con esso venne infeudata dapprima il 24 marzo 1447 al condottiero Angelello di Lavello dal duca Francesco Sforza, approfittando della decadenza del monastero del Salvatore che ne aveva la signoria; ma, ricostituita nel frattempo l'autorità del monastero, esso riuscì a subinfeudare nel 1468 la corte di Corana (comprendente anche Silvano Pietra e Bastida de' Dossi) ai Bottigella di Pavia, fino alla loro estinzione nel 1690, dopo di che Bastida rimase sotto la diretta giurisdizione del monastero fino all'abolizione del feudalesimo (1797). Dal 1802 al 1814, in epoca napoleonica, il comune fu soppresso e unito a Silvano Pietra.
La collocazione geografica di Bastida fino ad allora era diversa da oggi, trovandosi alquanto più a nord, sempre alla destra del Curone. All'inizio del XIX secolo il Po si spostò temporaneamente più a sud, e ciò costrinse gli abitanti a ricostruire il paese nella posizione attuale più sicura. Il territorio comunale era composto anche da due altri corpi di territorio oltre il Po, nell'attuale Lomellina. Storicamente anche il castello di Armentera (ora in comune di Silvano Pietra) era parte del territorio.
Il 4 febbraio 2014, a seguito di un referendum, Bastida de' Dossi si è unita insieme al limitrofo comune di Cornale nel nuovo ente comunale di Cornale e Bastida.

### Simboli

Vecchio stemma comunale

Lo stemma e il gonfalone di Bastida de' Dossi erano stati concessi con decreto del presidente della Repubblica del 4 marzo 2002.
Le 4 losanghe dello stemma (adottato durante l'amministrazione Angeleri) simboleggiano i 4 territori storici della comunità.

## Società

### Evoluzione demografica
Abitanti censiti